# Spase Dilevski
Spase Dilevski (13 de maio de 1985) é um futebolista profissional australiano que atua como defensor.

## Carreira
Spase Dilevski representou a Seleção Australiana de Futebol, nas Olimpíadas de 2004. 